# Authon-du-Perche
Authon-du-Perche és un municipi francès, situat al departament de l'Eure i Loir i a la regió de Centre – Vall del Loira. L'any 2007 tenia 1.275 habitants.

## Demografia

### Població
El 2007 la població de fet d'Authon-du-Perche era de 1.275 persones. Hi havia 531 famílies, de les quals 185 eren unipersonals (75 homes vivint sols i 110 dones vivint soles), 165 parelles sense fills, 126 parelles amb fills i 55 famílies monoparentals amb fills.
La població ha evolucionat segons el següent gràfic:
Habitants censats

### Habitatges
El 2007 hi havia 679 habitatges, 549 eren l'habitatge principal de la família, 62 eren segones residències i 68 estaven desocupats. 638 eren cases i 38 eren apartaments. Dels 549 habitatges principals, 378 estaven ocupats pels seus propietaris, 156 estaven llogats i ocupats pels llogaters i 15 estaven cedits a títol gratuït; 6 tenien una cambra, 42 en tenien dues, 130 en tenien tres, 152 en tenien quatre i 218 en tenien cinc o més. 408 habitatges disposaven pel capbaix d'una plaça de pàrquing. A 249 habitatges hi havia un automòbil i a 204 n'hi havia dos o més.

### Piràmide de població
La piràmide de població per edats i sexe el 2009 era:
| Homes | Edats   | Dones |
| ----- | ------- | ----- |
| 0     | 95 o +  | 12    |
| 8     | 90 a 94 | 8     |
| 20    | 85 a 89 | 36    |
| 12    | 80 a 84 | 24    |
| 28    | 75 a 79 | 60    |
| 64    | 70 a 74 | 56    |
| 28    | 65 a 69 | 40    |
| 44    | 60 a 64 | 28    |
| 16    | 55 a 59 | 28    |
| 52    | 50 a 54 | 48    |
| 48    | 45 a 49 | 44    |
| 24    | 40 a 44 | 40    |
| 20    | 35 a 39 | 28    |
| 48    | 30 a 34 | 16    |
| 56    | 25 a 29 | 52    |
| 20    | 20 a 24 | 52    |
| 32    | 15 a 19 | 28    |
| 44    | 10 a 14 | 28    |
| 40    | 5 a 9   | 24    |
| 36    | 0 a 4   | 20    |

## Economia
El 2007 la població en edat de treballar era de 669 persones, 473 eren actives i 196 eren inactives. De les 473 persones actives 438 estaven ocupades (242 homes i 196 dones) i 36 estaven aturades (20 homes i 16 dones). De les 196 persones inactives 93 estaven jubilades, 43 estaven estudiant i 60 estaven classificades com a «altres inactius».

### Ingressos
El 2009 a Authon-du-Perche hi havia 560 unitats fiscals que integraven 1.226,5 persones, la mediana anual d'ingressos fiscals per persona era de 15.963 €.

### Activitats econòmiques
Dels 64 establiments que hi havia el 2007, 4 eren d'empreses alimentàries, 4 d'empreses de fabricació d'altres productes industrials, 9 d'empreses de construcció, 17 d'empreses de comerç i reparació d'automòbils, 3 d'empreses de transport, 2 d'empreses d'hostatgeria i restauració, 5 d'empreses financeres, 5 d'empreses immobiliàries, 5 d'empreses de serveis, 5 d'entitats de l'administració pública i 5 d'empreses classificades com a «altres activitats de serveis».
Dels 18 establiments de servei als particulars que hi havia el 2009, 1 era una oficina d'administració d'Hisenda pública, 1 gendarmeria, 1 oficina de correu, 2 oficines bancàries, 1 funerària, 2 tallers de reparació d'automòbils i de material agrícola, 2 paletes, 1 guixaire pintor, 1 electricista, 2 perruqueries, 2 restaurants i 2 agències immobiliàries.
Dels 5 establiments comercials que hi havia el 2009, 1 era un hipermercat, 1 una botiga de més de 120 m², 2 carnisseries i 1 una peixateria.
L'any 2000 a Authon-du-Perche hi havia 18 explotacions agrícoles que ocupaven un total de 1.001 hectàrees.

## Equipaments sanitaris i escolars
L'únic equipament sanitari que hi havia el 2009 era una farmàcia.
El 2009 hi havia una escola elemental. Authon-du-Perche disposava d'un col·legi d'educació secundària amb 201 alumnes.

## Poblacions més properes
El següent diagrama mostra les poblacions més properes.